# Hydrothassa hannoveriana
Hydrothassa hannoveriana är en skalbaggsart som först beskrevs av Fabricius 1775.  Hydrothassa hannoveriana ingår i släktet Hydrothassa, och familjen bladbaggar. Enligt den finländska rödlistan är arten nära hotad i Finland. Arten är reproducerande i Sverige. Artens livsmiljö är strandängar vid sötvatten.

## Bildgalleri

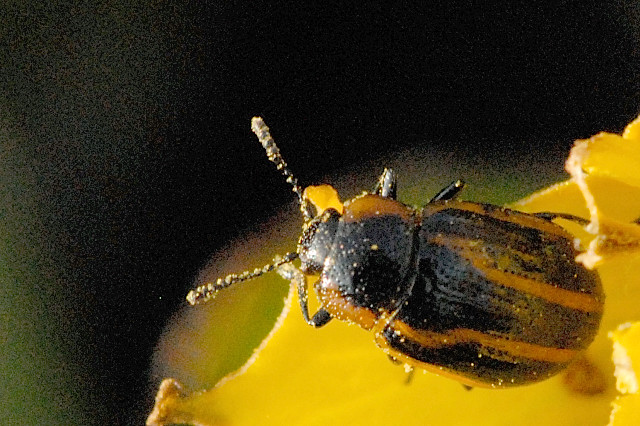
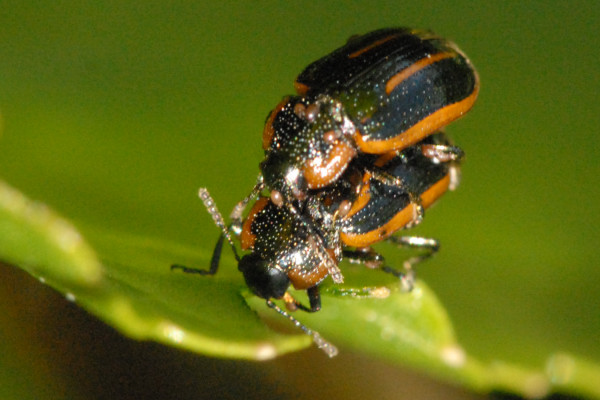